# The Rising Tied
The Rising Tied è l'unico album in studio del gruppo musicale statunitense Fort Minor, progetto parallelo del rapper Mike Shinoda dei Linkin Park, pubblicato il 22 novembre 2005 dalla Machine Shop Recordings, etichetta discografica fondata dallo stesso Shinoda.
Il 16 aprile 2016, in occasione dell'annuale Record Store Day, l'album è stato pubblicato anche nel formato doppio vinile.

## Antefatti
Il 4 marzo 2005 Shinoda annunciò in un'intervista con MTV che avrebbe lavorato a un album solista, il quale è stato descritto come un album «Non prettamente hip hop ma neanche rock. Per i fan che apprezzano solamente il lato rock dei Linkin Park, spero vi piaccia, ma non si sa mai.» Shinoda inoltre affermò che avrebbe suonato tutti gli strumenti nell'album e confermò la presenza di Common e di Black Thought dei The Roots come artisti partecipanti. Common fece ascoltare a Shinoda alcuni brani tratti dall'allora inedito Be. In un'altra intervista, Shinoda confermò anche che avrebbe adottato il nome Fort Minor per il suo progetto hip hop.
Il rapper Jay-Z, il quale collaborò in precedenza con i Linkin Park all'EP Collision Course, venne confermato come produttore esecutivo dell'album e più tardi furono confermate altre presenze di artisti collaboratori, tra cui Kenna, Jonah Matranga, il DJ dei Linkin Park Joe Hahn, Eric Bobo dei Cypress Hill, gli Styles of Beyond ed Holly Brook (questi ultimi due provenienti dall'etichetta discografica di Shinoda, la Machine Shop Recordings) e John Legend, l'unico artista che Shinoda non incontrò mai personalmente prima della produzione dell'album.
Shinoda consultò Jay-Z e l'A&R della Machine Shop Recordings nonché chitarrista dei Linkin Park Brad Delson per la scelta dei brani che dovevano essere completate per l'album (parti di questa conversazione furono successivamente incluse nell'album); il rapper inoltre spiegò anche di come si sentì a proprio agio nel lavorare con Delson, dicendo che «dal momento che questo disco sta per essere pubblicato attraverso la Machine Shop, la nostra etichetta, potevo scegliere qualsiasi persona che volevo per lavorarci su, perciò scelsi Brad come nostro A&R, il che è divertente perché...Brad non è un semplice addetto della Machine Shop, ma un mio amico».

## Stile e composizione
I testi di The Rising Tied trattano principalmente tematiche politiche ma sono presenti anche altri incentrati sulle esperienze personali avute da Shinoda: Get Me Gone parla dello scetticismo e delle critiche su Shinoda durante i primi anni dei Linkin Park, mentre Kenji parla di un immigrato giapponese che, insieme alla sua famiglia, viene inviato in un campo di internamento a seguito dell'attacco di Pearl Harbor. Shinoda spiegò in un'intervista che suo padre era nato durante la seconda guerra mondiale ed era stato internato con la sua famiglia; nel brano è possibile ascoltare estratti di interviste che il rapper fece a suo padre e sua zia, quest'ultima della quale Shinoda ha detto che «lei era là quando le persone venivano spinte fuori dalle proprie case, e loro non avevano assolutamente nulla a che fare con tutto ciò [che coinvolgeva la guerra]».
L'album utilizza numerose conversazioni tratte dal dietro le quinte della realizzazione dello stesso: è possibile sentire Jay-Z nella traccia d'apertura Introduction; una conversazione tra Jay-Z, Shinoda e Brad Delson può essere sentita tra la fine di Where'd You Go e l'inizio di In Stereo e infine (come già accennato prima) alla fine di Believe Me e in Get Me Gone si può sentire Shinoda che parla dello scetticismo e delle critiche ricevute durante i primi anni dei Linkin Park.

## Tracce
Testi e musiche di Mike Shinoda, eccetto dove indicato.
1. Introduction – 0:43
2. Remember the Name (featuring Styles of Beyond) – 3:50 (Mike Shinoda, Ryan Maginn, Takbir Bashir)
3. Right Now (featuring Black Thought of The Roots and Styles of Beyond) – 4:14 (Mike Shinoda, Ryan Maginn, Takbir Bashir, Tariq Trotter)
4. Petrified – 3:40
5. Feel Like Home (featuring Styles of Beyond) – 3:53 (Mike Shinoda, Ryan Maginn, Takbir Bashir)
6. Where'd You Go (featuring Holly Brook and Jonah Matranga) – 3:51
7. In Stereo – 3:29
8. Back Home (featuring Common and Styles of Beyond) – 3:44 (Mike Shinoda, Ryan Maginn, Takbir Bashir, Lonnie Rashid Lynn)
9. Cigarettes – 3:40
10. Believe Me (featuring Bobo and Styles of Beyond) – 3:42 (Mike Shinoda, Ryan Maginn, Takbir Bashir)
11. Get Me Gone – 1:56
12. High Road (featuring John Legend) – 3:16
13. Kenji – 3:51
14. Red to Black (featuring Kenna, Jonah Matranga and Styles of Beyond) – 3:11 (Mike Shinoda, Ryan Maginn, Takbir Bashir)
15. The Battle (featuring Celph Titled) – 0:32
16. Slip Out the Back (featuring Mr. Hahn) – 3:56 (Mike Shinoda, Joe Hahn)

Traccia bonus nell'edizione deluxe di iTunes
1. Petrified (Los Angeles Remix) – 3:32

Contenuto bonus nell'edizione speciale
- CD

1. [Silence] – 0:04
2. [Silence] – 0:04
3. Be Somebody (featuring Lupe Fiasco, Holly Brook and Tak of Styles of Beyond) – 3:15 (Mike Shinoda, Lupe Fiasco)
4. There They Go (featuring Sixx John) – 3:17
5. The Hard Way (featuring Kenna) – 3:54
6. Petrified (Los Angeles Remix) – 3:32 – presente solo nell'edizione singaporiana

- DVD

1. The Making of The Rising Tied – 22:07

Contenuti multimediali
1. The Making of Petrified Video
2. Petrified (Video)
3. Extras - Wallpapers
4. Weblink - Bonus Online Material

## Formazione
Musicisti
- Mike Shinoda – voce, strumentazione
- David Campbell – arrangiamento strumenti ad arco (tracce 2, 5, 9 e 16)
- Styles of Beyond
  - Tak – voce (tracce 2, 3, 5, 8, 10 e 14)
  - Ryu – voce (tracce 2, 3, 5, 8, 10 e 14)
  - DJ Cheapshot – scratch (traccia 5)
- Black Thought – voce (traccia 3)
- Holly Brook – voce (traccia 6)
- Jonah Matranga – voce (tracce 6 e 14)
- Page LA Studios Voices – cori (tracce 6, 9, 13 e 16)
- Common – voce (traccia 8)
- Eric Bobo – Latin Percussion (traccia 10)
- John Legend – voce (traccia 12)
- Kenna – voce (traccia 14)
- Celph Titled – voce (traccia 15)
- Joe Hahn – scratch (traccia 16)

Produzione
- Mike Shinoda – produzione, missaggio, direzione creativa, copertina
- Mark Kiczula – ingegneria del suono
- Brian "Big Bass" Gardner – mastering
- Shawn Carter – produzione esecutiva
- Frank Maddocks – direzione artistica, grafica, copertina aggiuntiva, logo
- Jackson Chandler – copertina aggiuntiva
- Greg Watermann – fotografia

## Classifiche
| Classifica (2005-12)      | Posizione massima |
| ------------------------- | ----------------- |
| Austria                   | 37                |
| Francia                   | 151               |
| Germania                  | 25                |
| Giappone                  | 14                |
| Grecia                    | 18                |
| Nuova Zelanda             | 22                |
| Paesi Bassi               | 79                |
| Stati Uniti               | 51                |
| Stati Uniti (R&B/hip-hop) | 51                |
| Svizzera                  | 42                |